# D (album)
D is een album met bijbehorende theatertour van de Nederlandse zanger Daniël Lohues. Het is de opvolger van Ericana en werd uitgebracht op 21 februari 2014. Lohues nam het album op met twee andere muzikanten: Bernard Gepken (gitaar, mandoline, drums, achtergrondzang) en Guus Strijbosch (contrabas). Samen met hen maakte hij ook de bijhorende theatervoorstelling.
Het album kwam direct binnen op de eerste plaats van de Nederlandse albumcharts. Het was de eerste keer dat Lohues in die lijst op nummer 1 stond. Twee nummers van het album verschenen op single: Op 't platteland en Achter 't huus. In 2015 kwam Op 't platteland binnen in de Top 2000.

## Tracklist
1. Niks is meer weerd as vandaage
2. Weet da'k wat vergeten ben, mar ben vergeten wat
3. Op 't platteland
4. Achter 't huus
5. Joezölf
6. Zunde Zunde Zunde
7. Terecht bij joe
8. Mis mien engel
9. Wat ze zee
10. Zo schier, zo mooi, zo lief
11. Jij veurbij
12. Niks is veur niks
13. Kom mar hier
14. Da's mien kameraod
15. Met joe weet ik altied hoe en wat